# Василев, Милен (футболист)
Милен Георгиев Василев (17 мая 1988, Ботевград) — болгарский футболист, крайний полузащитник.

## Биография
Воспитанник клуба «Балкан» из своего родного города. На взрослом уровне начал выступать в 2009 году в клубе «Ботев» (Козлодуй) в одном из низших дивизионов. В высшем дивизионе Болгарии дебютировал в составе «Сливена 2000» 7 августа 2010 года в матче против «ОФК Пирин», заменив на 62-й минуте Валентина Веселинова. В ходе сезона 2010/11 перешёл в «Минёр», где провёл два календарных года, сыграв более 50 матчей в чемпионате страны.
Весной 2013 года перешёл в «Левски», однако в составе не закрепился, сыграв только три матча. Затем в течение коротких периодов играл за «Славию» (София), «Черноморец» (Бургас), «Марек» (Дупница), а с 2015 года — в низших лигах за «Этыр» (Велико-Тырново) и Ботев (Враца).
Осенью 2016 года провёл 11 матчей в чемпионате Македонии за «Пелистер». Весной следующего года вернулся в клуб из Враца, но вскоре был отчислен из команды за нарушения дисциплины.
В марте 2018 года перешёл в клуб третьего дивизиона Болгарии «Спартак» (Плевен), но после окончания сезона покинул команду. В сезоне 2018/19 играет за клуб третьего дивизиона «Банско».
Всего в высшем дивизионе Болгарии сыграл 95 матчей и забил 13 голов.